# Gobierno de Cataluña 2021-2024
Es el Gobierno de la Generalidad de Cataluña que ejerció entre el 26 de mayo de 2021 y el 12 de agosto de 2024, correspondiendo a la XIII legislatura parlamentaria del periodo democrático. Sucedió al Gobierno de Cataluña 2018-2021 y le sucedió el Gobierno de Cataluña 2024-presente.

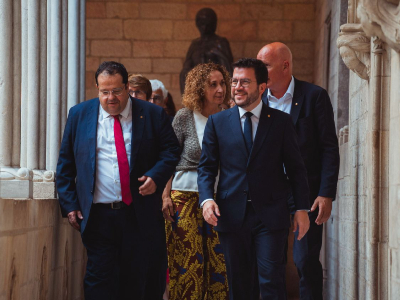
El último consejo del gobierno de Pere Aragonès.

## Composición del Gobierno
| ← Gobierno de Pere Aragonès → (26 de mayo de 2021-12 de agosto de 2024)                                                            |                                                                             |                                                                       |                                   |
| Partido político |                                                                             | Esquerra Republicana de Catalunya                                     | Esquerra Republicana de Catalunya |
| Partido político | Junts per Catalunya (hasta 2022)                                            |                                                                       |                                   |
| Partido político | Independiente                                                               |                                                                       |                                   |
| Presidencia |                                                                             |                                                                       |                                   |
| Presidencia de la Generalidad |                                                                             | Pere Aragonès i Garcia 24 de mayo de 2021-10 de agosto de 2024        |                                   |
| Vicepresidencia |                                                                             |                                                                       |                                   |
| Vicepresidencia de la Generalidad                                                                                                  |                                                                             | Jordi Puigneró i Ferrer 26 de mayo de 2021-29 de septiembre de 2022   |                                   |
| Vicepresidencia de la Generalidad                                                                                                  | Vacante desde el 29 de septiembre de 2022 hasta el 23 de enero de 2024      |                                                                       |                                   |
| Vicepresidencia de la Generalidad                                                                                                  | Laura Vilagrà i Pons 23 de enero de 2024-12 de agosto de 2024               |                                                                       |                                   |
| Consejerías |                                                                             |                                                                       |                                   |
| Presidencia |                                                                             | Laura Vilagrà i Pons 26 de mayo de 2021-12 de agosto de 2024          |                                   |
| Políticas Digitales y Territorio (2021-2022) Territorio (desde 2022)                                                               |                                                                             | Jordi Puigneró i Ferrer 26 de mayo de 2021-29 de septiembre de 2022   |                                   |
| Políticas Digitales y Territorio (2021-2022) Territorio (desde 2022)                                                               | Gemma Geis i Carreras (interina) 1 de octubre de 2022-10 de octubre de 2022 |                                                                       |                                   |
| Políticas Digitales y Territorio (2021-2022) Territorio (desde 2022)                                                               | Julià Fernández i Olivares 11 de octubre de 2022-12 de junio de 2023        |                                                                       |                                   |
| Políticas Digitales y Territorio (2021-2022) Territorio (desde 2022)                                                               | Ester Capella i Farré 12 de junio de 2023-12 de agosto de 2024              |                                                                       |                                   |
| Empresa y Trabajo |                                                                             | Roger Torrent i Ramió 26 de mayo de 2021-12 de agosto de 2024         |                                   |
| Economía y Hacienda |                                                                             | Jaume Giró i Ribas 26 de mayo de 2021-10 de octubre de 2022           |                                   |
| Economía y Hacienda | Natàlia Mas i Guix 11 de octubre de 2022-12 de agosto de 2024               |                                                                       |                                   |
| Igualdad y Feminismos |                                                                             | Tània Verge i Mestre 26 de mayo de 2021-12 de agosto de 2024          |                                   |
| Acción Exterior y Transparencia (2021) Acción Exterior y Gobierno Abierto (2021-2022) Acción Exterior y Unión Europea (desde 2022) |                                                                             | Victòria Alsina i Burgués 26 de mayo de 2021-10 de octubre de 2022    |                                   |
| Acción Exterior y Transparencia (2021) Acción Exterior y Gobierno Abierto (2021-2022) Acción Exterior y Unión Europea (desde 2022) | Meritxell Serret i Aleu 11 de octubre de 2022-12 de agosto de 2024          |                                                                       |                                   |
| Educación |                                                                             | Josep González i Cambray 26 de mayo de 2021-12 de junio de 2023       |                                   |
| Educación | Anna Simó i Castelló 12 de junio de 2023-12 de agosto de 2024               |                                                                       |                                   |
| Investigación y Universidades |                                                                             | Gemma Geis i Carreras 26 de mayo de 2021-10 de octubre de 2022        |                                   |
| Investigación y Universidades | Joaquim Nadal i Farreras 11 de octubre de 2022-12 de agosto de 2024         |                                                                       |                                   |
| Acción Climática, Alimentación y Agenda Rural (2021-2024) Agricultura, Ganadería, Pesca y Acción Climática (desde 2024)            |                                                                             | Teresa Jordà i Roura 26 de mayo de 2021-12 de junio de 2023           |                                   |
| Acción Climática, Alimentación y Agenda Rural (2021-2024) Agricultura, Ganadería, Pesca y Acción Climática (desde 2024)            | David Mascort i Subiranas 12 de junio de 2023-12 de agosto de 2024          |                                                                       |                                   |
| Salud |                                                                             | Josep Maria Argimon i Pallàs 26 de mayo de 2021-10 de octubre de 2022 |                                   |
| Salud | Manel Balcells i Díaz 11 de octubre de 2022-12 de agosto de 2024            |                                                                       |                                   |
| Interior |                                                                             | Joan Ignasi Elena i Garcia 26 de mayo de 2021-12 de agosto de 2024    |                                   |
| Derechos Sociales |                                                                             | Violant Cervera i Gòdia 26 de mayo de 2021-10 de octubre de 2022      |                                   |
| Derechos Sociales | Carles Campuzano i Canadès 11 de octubre de 2022-12 de agosto de 2024       |                                                                       |                                   |
| Cultura |                                                                             | Natàlia Garriga i Ibáñez 26 de mayo de 2021-12 de agosto de 2024      |                                   |
| Justicia (2021-2022) Justicia, Derechos y Memoria (desde 2022)                                                                     |                                                                             | Lourdes Ciuró i Buldó 26 de mayo de 2021-10 de octubre de 2022        |                                   |
| Justicia (2021-2022) Justicia, Derechos y Memoria (desde 2022)                                                                     | Gemma Ubasart González 11 de octubre de 2022-12 de agosto de 2024           |                                                                       |                                   |
| Portavoz del Gobierno |                                                                             |                                                                       |                                   |
| Portavoz del Gobierno |                                                                             | Patrícia Plaja i Pérez 1 de junio de 2021-12 de agosto de 2024        |                                   |
| Secretaría general del Gobierno |                                                                             |                                                                       |                                   |
| Secretaría general del Gobierno |                                                                             | Xavier Bernadí i Gil 26 de mayo de 2021-12 de agosto de 2024          |                                   |

## Procedencia geográfica de los miembros del gobierno
| Provincia              | N. Habitantes | Cargo                                         | Titular               |
| ---------------------- | ------------- | --------------------------------------------- | --------------------- |
| Provincia de Barcelona | 5 658 399     | Presidencia de la Generalidad                 | Pere Aragonès         |
| Provincia de Barcelona | 5 658 399     | Presidencia                                   | Laura Vilagrà         |
| Provincia de Barcelona | 5 658 399     | Educación                                     | Anna Simó             |
| Provincia de Barcelona | 5 658 399     | Economía y Hacienda                           | Natàlia Mas           |
| Provincia de Barcelona | 5 658 399     | Interior                                      | Joan Ignasi Elena     |
| Provincia de Barcelona | 5 658 399     | Acción Climática, Alimentación y Agenda Rural | David Mascort         |
| Provincia de Barcelona | 5 658 399     | Derechos Sociales                             | Carles Campuzano      |
| Provincia de Barcelona | 5 658 399     | Cultura                                       | Natàlia Garriga       |
| Provincia de Barcelona | 5 658 399     | Justicia, Derechos y Memoria                  | Gemma Ubasart         |
| Provincia de Barcelona | 5 658 399     | Secretaría general del Gobierno               | Xavier Bernadí        |
|                        |               |                                               |                       |
| Provincia de Gerona    | 783 420       | Empresa y Trabajo                             | Roger Torrent i Ramió |
| Provincia de Gerona    | 783 420       | Investigación y Universidades                 | Joaquim Nadal         |
| Provincia de Gerona    | 783 420       | Portavoz del Gobierno                         | Patrícia Plaja        |
|                        |               |                                               |                       |
| Provincia de Lérida    | 439 506       | Territorio                                    | Ester Capella         |
| Provincia de Lérida    | 439 506       | Acción Exterior y Unión Europea               | Meritxell Serret      |
|                        |               |                                               |                       |
| Provincia de Tarragona | 828 809       | Igualdad y Feminismos                         | Tània Verge           |

## Organización de las Consejerías
| Departamento                                                  | Secretaría General                                                     | Secretarias                                                        | Direcciones Generales                                                                  |
| ------------------------------------------------------------- | ---------------------------------------------------------------------- | ------------------------------------------------------------------ | -------------------------------------------------------------------------------------- |
| Departamento de la Presidencia                                | Secretaria General de la Presidencia                                   | Secretaría de Medios de Comunicación y Difusión                    | Dirección General de Medios de Comunicación                                            |
| Departamento de la Presidencia                                | Secretaria General de la Presidencia                                   | Secretaría de Medios de Comunicación y Difusión                    | Dirección General de Difusión                                                          |
| Departamento de la Presidencia                                | Secretaria General de la Presidencia                                   | Secretaría de Gobiernos Locales y de Relaciones con l´Aran         | Dirección General de Administración Local                                              |
| Departamento de la Presidencia                                | Secretaria General de la Presidencia                                   | Secretaría de Administración y Función Pública                     | Dirección General de Función Pública                                                   |
| Departamento de la Presidencia                                | Secretaria General de la Presidencia                                   | Secretaría de Administración y Función Pública                     | Dirección General de Buen Gobierno, Innovación y Calidad Democráticas                  |
| Departamento de la Presidencia                                | Secretaria General de la Presidencia                                   | Secretaría de Telecomunicaciones y Transformación Digital          | Dirección General de Administración Digital                                            |
| Departamento de la Presidencia                                | Secretaria General de la Presidencia                                   | Secretaría de Telecomunicaciones y Transformación Digital          | Dirección General de Servicios Digitales y Experiencia Ciudadana                       |
| Departamento de la Presidencia                                | Secretaria General de la Presidencia                                   | Secretaría General del Deporte y de la Actividad Física            | -                                                                                      |
|                                                               |                                                                        |                                                                    |                                                                                        |
| Departamento de Empresa y Trabajo                             | Secretaría General de Empresa y Trabajo                                | Secretaría General de Empresa y Trabajo                            | -                                                                                      |
| Departamento de Empresa y Trabajo                             | Secretaría General de Empresa y Trabajo                                | Secretaría de Empresa y Competitividad                             | Dirección General de Industria                                                         |
| Departamento de Empresa y Trabajo                             | Secretaría General de Empresa y Trabajo                                | Secretaría de Empresa y Competitividad                             | Dirección General de Comercio                                                          |
| Departamento de Empresa y Trabajo                             | Secretaría General de Empresa y Trabajo                                | Secretaría de Empresa y Competitividad                             | Dirección General de Turismo                                                           |
| Departamento de Empresa y Trabajo                             | Secretaría General de Empresa y Trabajo                                | Secretaría de Empresa y Competitividad                             | Dirección General de Innovación, Economía Digital y Emprendimiento                     |
| Departamento de Empresa y Trabajo                             | Secretaría General de Empresa y Trabajo                                | Secretaría de Trabajo                                              | Dirección General de Relaciones Laborales, Trabajo Autónomo, Seguridad y Salud Laboral |
| Departamento de Empresa y Trabajo                             | Secretaría General de Empresa y Trabajo                                | Secretaría de Trabajo                                              | Dirección General de Economía Social y Solidaria, Tercer Sector y Cooperativas         |
| Departamento de Empresa y Trabajo                             | Secretaría General de Empresa y Trabajo                                | Secretaría de Trabajo                                              | Dirección General de la Inspección de Trabajo                                          |
| Departamento de Empresa y Trabajo                             | Secretaría General de Empresa y Trabajo                                | Secretaría de Políticas Digitales                                  | Dirección General de Sociedad Digital                                                  |
|                                                               |                                                                        |                                                                    |                                                                                        |
| Departamento de Economía y Hacienda                           | Secretaría General de Economía y Hacienda                              | Secretaría de Asuntos Económicos y Fondos Europeos                 | Dirección General de Análisis y Prospectiva Económica                                  |
| Departamento de Economía y Hacienda                           | Secretaría General de Economía y Hacienda                              | Secretaría de Asuntos Económicos y Fondos Europeos                 | Dirección General de Fondos Europeos y Ayudas de Estado                                |
| Departamento de Economía y Hacienda                           | Secretaría General de Economía y Hacienda                              | Secretaría de Hacienda                                             | Dirección General de Tributos y Juego                                                  |
|                                                               |                                                                        |                                                                    |                                                                                        |
| Departamento de Igualdad y Feminismos                         | Secretaría General de Igualdad y Feminismos                            | Secretaría de Igualdad                                             | Dirección General de Políticas Públicas LGBTI+                                         |
| Departamento de Igualdad y Feminismos                         | Secretaría General de Igualdad y Feminismos                            | Secretaría de Igualdad                                             | Dirección General para la Promoción y Defensa de los Derechos Humanos                  |
| Departamento de Igualdad y Feminismos                         | Secretaría General de Igualdad y Feminismos                            | Secretaría de Igualdad                                             | Dirección General de Migraciones, Refugio y Antirracismo                               |
| Departamento de Igualdad y Feminismos                         | Secretaría General de Igualdad y Feminismos                            | Secretaría de Feminismos                                           | Dirección General para la Erradicación de las Violencias Machistas                     |
| Departamento de Igualdad y Feminismos                         | Secretaría General de Igualdad y Feminismos                            | Secretaría de Feminismos                                           | Dirección General de Cuidados, Organización del Tiempo y Equidad en los Trabajos       |
|                                                               |                                                                        |                                                                    |                                                                                        |
| Departamento de Acción Exterior y Unión Europea               | Secretaría General del Departamento de Acción Exterior y Unión Europea | Secretaría de Acción Exterior del Gobierno y de la Unión Europea   | Dirección General de la Cataluña Exterior                                              |
| Departamento de Acción Exterior y Unión Europea               | Secretaría General del Departamento de Acción Exterior y Unión Europea | Secretaría de Acción Exterior del Gobierno y de la Unión Europea   | Dirección General de la Acción Exterior                                                |
| Departamento de Acción Exterior y Unión Europea               | Secretaría General del Departamento de Acción Exterior y Unión Europea | Secretaría de Acción Exterior del Gobierno y de la Unión Europea   | Dirección General de Asuntos de la Unión Europea                                       |
| Departamento de Acción Exterior y Unión Europea               | Secretaría General del Departamento de Acción Exterior y Unión Europea | Secretaría de Acción Exterior del Gobierno y de la Unión Europea   | Dirección General de Cooperación al Desarrollo                                         |
|                                                               |                                                                        |                                                                    |                                                                                        |
| Departamento de Educación                                     | Secretaría General de Educación                                        | Secretaría de Transformación Educativa                             | Dirección General de Innovación, Digitalización, Currículum y Lenguas                  |
| Departamento de Educación                                     | Secretaría General de Educación                                        | Secretaría de Transformación Educativa                             | Dirección General del Alumnado                                                         |
| Departamento de Educación                                     | Secretaría General de Educación                                        | Secretaría de Transformación Educativa                             | Dirección General de Educación Inclusiva                                               |
| Departamento de Educación                                     | Secretaría General de Educación                                        | Secretaría de Transformación Educativa                             | Dirección General de Formación Profesional                                             |
| Departamento de Educación                                     | Secretaría General de Educación                                        | Secretaría de Transformación Educativa                             | Dirección General de Atención a la Familia y Comunidad Educativa                       |
|                                                               |                                                                        |                                                                    |                                                                                        |
| Departamento de Investigación y Universidades                 | Secretaría General de Investigación y Universidades                    | Secretaría de Investigación y Universidades                        | Dirección General de Universidades                                                     |
| Departamento de Investigación y Universidades                 | Secretaría General de Investigación y Universidades                    | Secretaría de Investigación y Universidades                        | Dirección General de Investigación                                                     |
| Departamento de Investigación y Universidades                 | Secretaría General de Investigación y Universidades                    | Secretaría de Investigación y Universidades                        | Dirección General de Transferencia y Sociedad del Conocimiento                         |
|                                                               |                                                                        |                                                                    |                                                                                        |
| Departamento de Acción Climática, Alimentación y Agenda Rural | Secretaría General de Acción Climática, Alimentación y Agenda Rural    | Secretaría de Acción Climática                                     | Dirección General de Calidad Ambiental y Cambio Climático                              |
| Departamento de Acción Climática, Alimentación y Agenda Rural | Secretaría General de Acción Climática, Alimentación y Agenda Rural    | Secretaría de Acción Climática                                     | Dirección General de Políticas Ambientales y Medio Natural                             |
| Departamento de Acción Climática, Alimentación y Agenda Rural | Secretaría General de Acción Climática, Alimentación y Agenda Rural    | Secretaría de Alimentación                                         | Dirección General de Agricultura y Ganadería                                           |
| Departamento de Acción Climática, Alimentación y Agenda Rural | Secretaría General de Acción Climática, Alimentación y Agenda Rural    | Secretaría de Alimentación                                         | Dirección General de Empresas Agroalimentarias, Calidad y Gastronomía                  |
| Departamento de Acción Climática, Alimentación y Agenda Rural | Secretaría General de Acción Climática, Alimentación y Agenda Rural    | Secretaría de Agenda Rural                                         | Dirección General de Ecosistemas Forestales y Gestión del Medio                        |
|                                                               |                                                                        |                                                                    |                                                                                        |
| Departamento de Territorio                                    | Secretaría General de Territorio                                       | Secretaría de Movilidad e Infraestructuras                         | Dirección General de Infraestructuras de Movilidad                                     |
| Departamento de Territorio                                    | Secretaría General de Territorio                                       | Secretaría de Movilidad e Infraestructuras                         | Dirección General de Transportes y Movilidad                                           |
| Departamento de Territorio                                    | Secretaría General de Territorio                                       | Secretaría de Territorio, Urbanismo y Agenda Urbana                | Dirección General de Ordenación del Territorio, Urbanismo y Arquitectura               |
| Departamento de Territorio                                    | Secretaría General de Territorio                                       | Secretaría de Territorio, Urbanismo y Agenda Urbana                | Dirección General de Estrategia Territorial                                            |
| Departamento de Territorio                                    | Secretaría General de Territorio                                       | Secretaría de Territorio, Urbanismo y Agenda Urbana                | Dirección General de Agenda y Renovación Urbana                                        |
| Departamento de Territorio                                    | Secretaría General de Territorio                                       | Secretaría de Territorio, Urbanismo y Agenda Urbana                | Dirección General de Políticas de Montaña y del Litoral                                |
| Departamento de Territorio                                    | Secretaría General de Territorio                                       | Secretaría de Vivienda                                             | -                                                                                      |
|                                                               |                                                                        |                                                                    |                                                                                        |
| Departamento de Salud                                         | Secretaría General                                                     | Secretaría de Atención Sanitaria y Participación                   | Dirección General de Estrategia, Difusión y Comunicación de Salud                      |
| Departamento de Salud                                         | Secretaría General                                                     | Secretaría de Salud Pública                                        | Dirección General de Planificación e Investigación en Salud                            |
|                                                               |                                                                        |                                                                    |                                                                                        |
| Departamento de Interior                                      | Secretaría General de Interior                                         | Secretaría de Interior                                             | Dirección General de Prevención, Extinción de Incendios y Salvamentos                  |
| Departamento de Interior                                      | Secretaría General de Interior                                         | Secretaría de Interior                                             | Dirección General de la Policía                                                        |
| Departamento de Interior                                      | Secretaría General de Interior                                         | Secretaría de Interior                                             | Dirección General de Protección Civil                                                  |
| Departamento de Interior                                      | Secretaría General de Interior                                         | Secretaría de Interior                                             | Dirección General de Administración de Seguridad                                       |
| Departamento de Interior                                      | Secretaría General de Interior                                         | Secretaría de Interior                                             | Dirección General de Coordinación de las Policías Locales                              |
| Departamento de Interior                                      | Secretaría General de Interior                                         | Secretaría de Interior                                             | Dirección General de los Agentes Rurales                                               |
|                                                               |                                                                        |                                                                    |                                                                                        |
| Departamento de Derechos Sociales                             | Secretaría General de Derechos Sociales                                | Secretaría de Asuntos Sociales y Familias                          | Dirección General de la Autonomía Personal y la Discapacidad                           |
| Departamento de Derechos Sociales                             | Secretaría General de Derechos Sociales                                | Secretaría de Asuntos Sociales y Familias                          | Dirección General de Provisión de Servicios                                            |
| Departamento de Derechos Sociales                             | Secretaría General de Derechos Sociales                                | Secretaría de Asuntos Sociales y Familias                          | Dirección General de Servicios Sociales                                                |
| Departamento de Derechos Sociales                             | Secretaría General de Derechos Sociales                                | Secretaría de Asuntos Sociales y Familias                          | Dirección General de Acción Cívica y Comunitaria                                       |
| Departamento de Derechos Sociales                             | Secretaría General de Derechos Sociales                                | Secretaría de Infancia, Adolescencia y Juventud                    | Dirección General de Atención a la Infancia y la Adolescencia                          |
| Departamento de Derechos Sociales                             | Secretaría General de Derechos Sociales                                | Secretaría de Infancia, Adolescencia y Juventud                    | Dirección General de Juventud                                                          |
|                                                               |                                                                        |                                                                    |                                                                                        |
| Departamento de Cultura                                       | Secretaría General de Cultura                                          | Secretaría de Política Lingüística                                 | -                                                                                      |
| Departamento de Cultura                                       | Secretaría General de Cultura                                          | Secretaría de Cultura                                              | Dirección General del Patrimonio Cultural                                              |
| Departamento de Cultura                                       | Secretaría General de Cultura                                          | Secretaría de Cultura                                              | Dirección General de Promoción Cultural y Bibliotecas                                  |
| Departamento de Cultura                                       | Secretaría General de Cultura                                          | Secretaría de Cultura                                              | Dirección General de Cultura Popular y Asociacionismo Cultural                         |
| Departamento de Cultura                                       | Secretaría General de Cultura                                          | Secretaría de Cultura                                              | Dirección General de Innovación y Cultura Digital                                      |
|                                                               |                                                                        |                                                                    |                                                                                        |
| Departamento de Justicia, Derechos y Memoria                  | Secretaría General de Justicia, Derechos y Memoria                     | Secretaría para la Administración de Justicia                      | -                                                                                      |
| Departamento de Justicia, Derechos y Memoria                  | Secretaría General de Justicia, Derechos y Memoria                     | Secretaría de Medidas Penales, Reinserción y Atención a la Víctima | Dirección General de Ejecución Penal en la Comunidad y de Justicia Juvenil             |
| Departamento de Justicia, Derechos y Memoria                  | Secretaría General de Justicia, Derechos y Memoria                     | Secretaría de Medidas Penales, Reinserción y Atención a la Víctima | Dirección General de Asuntos Penitenciarios                                            |